# Лесное (Киевская область)
Лесное (укр. Лісне) — село, входит в Бучанский район Киевской области Украины.
Население по переписи 2001 года составляло 442 человека. Почтовый индекс — 08122. Телефонный код — 4598. Занимает площадь 1,2 км².